# Emmanuel Martineau
Pour les articles homonymes, voir Martineau.
 (juillet 2019).
Si vous disposez d'ouvrages ou d'articles de référence ou si vous connaissez des sites web de qualité traitant du thème abordé ici, merci de compléter l'article en donnant les références utiles à sa vérifiabilité et en les liant à la section « Notes et références ».
Emmanuel Martineau, né le 16 septembre 1946 à Bordeaux et mort le 3 février 2025 à Boulogne-Billancourt, est un philosophe, philologue et traducteur français. Il est d'abord connu pour sa traduction de l'allemand d''Être et Temps de Martin Heidegger en 1985.

## Biographie
Élève, au lycée Condorcet, de Jean Beaufret , puis élève à
l'École normale supérieure (Ulm) de 1966 à 1971, il passe l'agrégation de philosophie en 1970. Il devient attaché puis chargé de recherches au CNRS entre 1974 et 1988, année où il démissionne. Il rédige alors une thèse de doctorat sur l'ontologie de la spécificité, qu'il soutient en 1993 à l'université de Paris X.
Il a par ailleurs enseigné la philosophie, comme directeur des séminaires d'agrégation de l'ENS-Fontenay-St-Cloud en 1985-87, puis comme professeur dans l'enseignement secondaire de 1996 à 2009.

## Traduction d’Être et Temps
Il publie en 1985 la première traduction intégrale d’Être et Temps de Martin Heidegger chez Authentica. Ce travail est effectué avec beaucoup de rapidité, en quelque six mois. Il note dans son avant-propos : « Entreprise en juillet 1984, la traduction a été achevée le 3 février 1985, et éditée au cours des mois suivants ». Pour cette traduction il est amené à effectuer un travail sur la langue française, créant des néologismes, remettant à jour des mots oubliés, ou revenant à leur sens étymologique (tel que, par exemple, « guise ») afin de rester aussi proche que possible de la langue de Heidegger.
L'édition est hors-commerce. Dans son avant-propos il note : « Cette édition hors commerce d’Être et Temps a été réalisée “au compte du traducteur”, qui a souhaité en offrir le nombre réduit d’exemplaires à ses amis ». En effet, Gallimard bénéficie des droits pour cinquante ans suivant la parution. En 1964, cet éditeur a publié une traduction partielle de Rudolf Boehm et Alphonse de Waelhens puis, en 1986, une traduction intégrale de François Vezin (dont l'exclusivité court donc jusqu'en 2036). Cependant, la traduction de Martineau est reconnue rapidement comme une traduction de référence. Elle est pour cette raison largement répandue, bien que diffusée gratuitement de façon strictement privée.
Dans l'avant-propos de sa traduction, et par la suite également, Emmanuel Martineau se montre particulièrement critique  envers un traducteur concurrent, Jean-François Courtine, (au sujet de la traduction de Vorhandenheit et de Zuhandenheit).

## Livres
- Martin Heidegger, Être et Temps, Paris, Authentica, hors commerce, 1985 (épuisé).
- Malévitch et la philosophie. La question de la peinture abstraite, Lausanne, L'Âge d'Homme, 1977, coll. « Slavica ».
- La Provenance des espèces, cinq méditations sur la libération de la liberté, Paris, PUF, 1982, coll. « Épiméthée ».

## Publications d'inédits
- Achard de Saint-Victor, L'Unité de Dieu et la pluralité des créatures (De unitate Dei et pluralitate creaturarum), texte latin inédit, traduction, présentation, éclaircissements, index, Éditions du Franc-Dire, 1987. Détruite par un incendie, celle-ci a été heureusement reprise sous forme de fac-similé par les Presses universitaires de Caen (coll. Fontes et Paginae, 2013).

- Martin Heidegger, De l'origine de l'œuvre d'art (Vom Ursprung des Kunstwerkes), texte allemand inédit (1935) et traduction française, Authentica, hors commerce, 1987 (épuisé).

## Éditions critiques
- Blaise Pascal, Discours sur la religion et sur quelques autres sujets, Paris, Fayard-Armand Colin, 1992.
- Arthur Rimbaud, Enluminures (ex-Illuminations), Conférence, no 1, 1995.

## Traductions préfacées
- Karl Reinhardt, Sophocle, Paris, Minuit, 1971.
- Karl Reinhardt, Eschyle, Euripide, Paris, Minuit, 1972; rééd. Paris, Gallimard, 1991.
- Rudolf Boehm, La Métaphysique d'Aristote, le Fondamental et l'Essential, Paris, Gallimard, 1976.
- Wilhem Worringer, Abstraction et Einfühlung, préface de Dora Vallier, Paris, Klincksieck, 1978.
- F. W. J. Schelling, Œuvres métaphysiques, 1805-1821, en collaboration avec J.-F.Courtine, Paris, Gallimard, 1980.
- Martin Heidegger, Interprétation phénoménologique de la "Critique de la raison pure" de Kant, Paris, Gallimard, 1982.
- Martin Heidegger, La "Phénoménologie de l'esprit" de Hegel, Paris, Gallimard, 1984.
- Martin Heidegger, Être et Temps, Authentica, hors commerce, 1985 (épuisé).
- Ruprecht Paqué, Le Statut parisien des nominalistes, Paris, PUF, 1985.
- Martin Heidegger, De l'essence de la liberté humaine, Introduction à la philosophie, Paris, Gallimard, 1987.
- Hartmut Buchner,  Erôs et Être (extraits), Conférence, no 3, 1996.

## Articles
(Hormis ceux qui ont été repris dans La provenance des espèces)
- « L'ontologie de l'ordre », Les Études philosophiques, 1976.
- « Mimèsis dans la 'Poétique'. Pour une solution phénoménologique », Revue de Métaphysique et de Morale, 1976.
- « Aiôn chez Aristote, De Caelo, I, 9 : théologie cosmique ou cosmothéologie ? », Revue de Métaphysique et de Morale, 1976.
- « Une indécidable philologique, Thucydide, I, 22 », Les Études philosophiques, 1977.
- « Une philosophie des 'suprema' » (sur Malévitch), dans Suprématisme, Galerie Jean Chauvelin, 1977, réédité dans Malévitch, cahier 1, Lausanne, L'Âge d'homme, 1983.
- « Traduction de Fr. Hölderlin, Le cours et la destination de l'homme en général », Po&sie, 4, 1978.
- « Worringer ou Fiedler ? Prolégomènes au problème Worringer-Kandinsky », Revue philosophique de Louvain, 1979.
- « Traduction de Fr. Schiller, Grâce et dignité », Po&sie, 11, 1979.
- « Préface à K. S. Malévitch, 'Le miroir suprématiste', Écrits II », Lausanne, L'Âge d'homme, 1978, éd. Valentine et Jean-Claude Marcadé.
- « Étienne Gilson, 1884-1978 », La Nouvelle Revue Française, 1er janvier 1979, réédité ensuite dans le collectif Étienne Gilson et nous, 1980.
- « Malévitch et l'énigme cubiste », Actes du Colloque international Malévitch de 1978, Lausanne, L'Âge d'homme, 1979.
- « Conception aristotélicienne et conception vulgaire du temps », Archives de pholosophie, 1980.
- « Réponse à Denis O'Brien », Revue de Métaphysique et de Morale, 1980 (au sujet de l'article sur le De Caelo d'Aristote).
- « Du sens du tableau », Artistes, 12, 1982.
- « Traduction de K.Reinhardt, Nietzsche et sa 'Plainte d'Ariane' », Po&sie, 21, 1982.
- « L'objet du tableau », Artistes, 18, 1983.
- « Qu'est-ce donc qu'il s'agira d'étudier ? » (controverse sur Manet et Van Gogh), Artistes, mars 1984.
- « À quand Van Gogh dans la Pléiade ? », Artistes, été 1984.
- « Nouvelles réflexions sur les Rêveries du promeneur solitaire », Archives de philosophie, 1984.
- « Le cœur de l'Alètheia, Parménide, I, 26 », Revue de Philosophie ancienne, 1986.
- « Des faurissonneries à la haine de la pensée », Le Matin de Paris, 26 octobre 1987.
- « Il n'a demandé la tête de personne » (sur Heidegger), Le Quotidien de Paris, 22 décembre 1987.
- « Pascal inédit ? », Le Monde des livres, 2 mars 1990.
- « Des  Pensées de Pascal à la pensée de Pascal », Historama, septembre 1990.
- « Entretien sur Pascal à propos de l'édition des Discours », Genesis, 3, 1993.
- « Le plan de l'image », Cahiers du Collège iconique de l'INA, 2, septembre 1994.
- « L'ontologie de la spécificité », Revue philosophique de la France et de l'étranger, 4e trim. 1994.
- « Deux clés de la chronologie des Discours pascaliens », 4e trim. 1994.
- « Entretien avec Th. Briault, Philosophie, philosophie », Paris-VIII, 6, 1995.
- « Heur et malheur d'un Sonnet », Conférence, no 2, 1996.
- « Ce que Pascal doit à Descartes », Magazine littéraire, 1er avril 1996.
- « De l'inauthenticité du livre E de la Métaphysique d'Aristote », Conférence, no 5, 1997.
- « Heidegger et la France », Conférence, no 14, 2002.
- « Les Amis inconnus. Pascal et Descartes », Conférence, n°44, 2017.